# 涵内斯·莱特格布

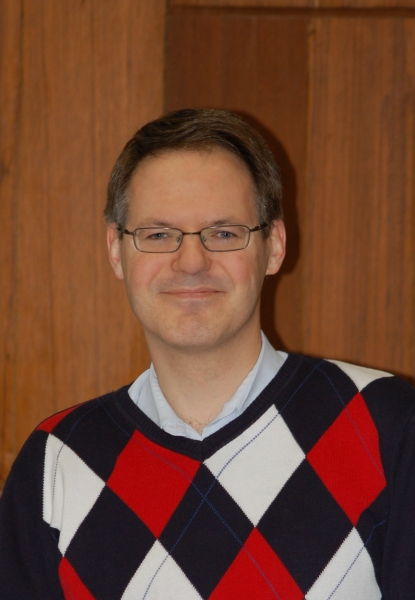
莱特格布，2012年

涵内斯·莱特格布（Hannes Leitgeb，1972 年 6 月 26 日出生于萨尔茨堡）是奥地利哲学家和数学家。目前为慕尼黑路德维希马克西米利安大学哲学教授，2010 年洪堡教授职位获得者。研究领域包括逻辑（真值理论和模态、悖论、条件、非单调推理、动态信念逻辑）、认识论（信念、推理、信念修正、概率基础、贝叶斯主义）、数学哲学（结构主义、非形式可证明性、抽象、同一性标准）、语言哲学（翻译的不确定性、组合性）、认知科学（符号表征和神经网络、元认知）、科学哲学（经验内容、测量理论）和哲学史（逻辑实证主义、卡尔纳普 ，蒯因）。
莱特戈布本科就读于萨尔茨堡大学数学系，后于 1997 年2月20日获得硕士学位。在萨尔茨堡获得数学博士学位（1998 年7月9日）和哲学博士学位（2001 年7月2日）后，获得了该大学哲学系助理教授的职位。2003年，他获得了奥地利科学基金的埃尔文·薛定谔奖金，用这笔奖金在斯坦福大学哲学系的语言与信息研究中心（CSLI （页面存档备份，存于））进行研究。从2005年起，他开始在布里斯托尔的哲学系和数学系工作。两年后，他成为数理逻辑和数学哲学教授。
2010 年秋季，他应邀担任慕尼黑路德维希马克西米利安大学逻辑与语言哲学系主任，并成为慕尼黑数学哲学中心主任。2011年，他成为AIPS（国际科学哲学学院）院士，2014年成为欧洲科学院院士，2016年，成为德国莱奥波尔迪纳科学院院士。